# Kojiki
Kojiki (jap. 古事記, こじき、ふることふみ, hrvatski: Spisi drevnih događaja) je japanska mitološka
kronika, te najstarije japansko pisano djelo čiji sadržaj je do danas očuvan. Prema riječima autora u uvodu, djelo je svršeno u 712. godini (5. godina razdoblja Wadōa). Događaje u toj kronici je diktirao Hieda no Are, a diktat je zapisivao Ō no Yasumaro po narudžbi carice Genmei.
Kojiki je zbirka mitova koji se bave podrijetlom japanskih otoka, kamijem, te genealogijom japanske carske obitelji. Zajedno s kronikom "Nihon Shoki" (Japanski spisi), mitovi koji se nalaze u Kojikiju dijelom su nadahnuća revizionističkih šinto obreda i mitova, među ostalim obred pročišćenja misogi.
Kronika se dijeli na četiri dijela: uvod, gornji (Kamitsumaki), srednji (Nakatsumaki) i donji namot (Shimotsumaki).
Čine ju razne pjesme i poeme. Povijesni zapisi i mitovi su zapisani na starom kineskom uz veliku primjesu japanskih elemenata. Pjesme su pisane kineskim znakovima koji su rabljeni za svoja fonetička, a ne semantička svojstva. Drugim riječima, kineski logogrami se rabe kao fonogrami. Ovaj posebni način uporabe kineskih znakova zove se man'yōgana. To je znanje koje je nužno da bi se razumilo te pjesme koje su pisane dijalektom pokrajine Yamato kojim se govorilo od 7. do 8. stoljeća. Taj se dijalekt naziva Jōdai Nihongo (doslovno na hrvatskom:  "japanski jezik gornjeg doba"). U zapadnoj literaturi ovaj se jezik naziva starojapanskim.
Po Kojikiju se zove mali planet iz asteroidnog pojasa u Sunčevu sustavu 5454 Kojiki.